# Los Angeles Lakers
Los Angeles Lakers, okrajšano LA Lakers, je košarkarski klub s sedežem v Los Angelesu, Kalifornija. Domače tekme igrajo v Crypto.com Areni, ki si ga delijo z WNBA ekipo Los Angeles Sparks in NHL ekipo Los Angeles Kings. Lakersi so ena najuspešnejših ekip v zgodovini lige NBA in so osvojili 17 naslovov prvaka, zadnjega v sezoni 2019/20. Ponašajo se tudi z 32 naslovi prvaka konference, 22-krat pa so osvojili divizijo. Košarkarski strokovnjak John Hollinger iz ESPN-ja ocenjuje Lakerse kot največjo NBA franšizo vseh časov.
Začetki franšize segajo v leto 1947 z nakupom razpuščene ekipe Detroit Gems, ki je bila del NBL (National Basketball League). Nova ekipa se je formirala v Minneapolisu, v Minnesoti. Ekipo so poimenovali Minneapolis Lakers, v čast vzdevku Minnesote, »dežele 10.000 jezer«. Lakersi so leta 1948 osvojili naslov prvakov lige NBL, nato pa so se pridružili ligi BAA (Basketball Association of America) ter osvojili naslednjih pet BAA in NBA naslovov od šestih. Ekipo je vodil center George Mikan, ki je znan kot prvi zvezdnik lige NBA. Po finančnih težavah in Mikanovi upokojitvi konec 1950. let, se je franšiza pred sezono 1960/61 preselila v Los Angeles.
Lakersi so v 1960. letih pod vodstvom krilnega centra Elgina Baylorja in branilca Jerryja Westa šestkrat igrali v finalu, vendar so vsakič izgubili proti Boston Celticsom. Tako se je začelo večno rivalstvo med Lakersi in Celticsi, ki traja še danes. Leta 1968 so Lakersi podpisali pogodbo s štirikratnim najkoristnejšim košarkarjem lige NBA centrom Wiltom Chamberlainom. Po porazu v finalih leta 1969 in 1970, so leta 1972 pod vodstvom trenerja Billa Sharmana osvojili šesti naslov prvakov. Po Westovi in Chamberlainovi upokojitvi so Lakersi podpisali pogodbo s še enim centrom Kareemom Abdul-Jabarjem, ki je večkrat postal najkoristnejši košarkar lige NBA. Leta 1979 so Lakersi s prvim izborom na naboru izbrali organizatorja igre Earvina »Magic« Johnsona. V 1980. letih so zaradi hitrega načina igre, ki je vključeval veliko protinapadov, dobili vzdevek »Showtime«. Magic Johnson, Kareem Abdul-Jabbar,  krilo James Worthy in trener Pat Riley so Lakerse popeljali do petih naslovov prvakov (1980, 1982, 1985, 1987, 1988). Po Abdul-Jabbarjevi in Johnsonovi upokojitvi je bila ekipa nekonkurenčna vse do prihoda Shaquilla O'Neala in Kobeja Bryanta leta 1996. Lakersi so pod vodstvom O'Neala, Bryanta ter trenerja Phila Jacksona med letoma 2000 in 2002 osvojili tri naslove prvakov zapored. Po porazih v finalu leta 2004 in 2008 so Lakersi osvojila še dva zaporedna naslova prvakov (2009, 2010).
Lakersi še vedno držijo rekord za najdaljši niz zmag v ligi NBA – 33 zaporednih tekem, ki so ga postavili v sezoni 1971/72. Za Lakerse je igralo 16 košarkarjev, ki so bili kasneje sprejeti v Naismithov hram slavnih, še štirje pa so kot trenerji vodili ekipo.

## Zgodovina

### 1947–1948 in 1948–1959: Začetki in dinastija Minneapolisa
Zgodovina Lakersov se je začela leta 1947, ko sta Ben Berger in Morris Chalfen iz Minnesote kupila razpuščeno franšizo Detroit Gems, ki je bila članica lige NBL, za 15.000 dolarjev od lastnice Maury Winston.  Ekipo so poimenovali Minneapolis Lakers, v čast vzdevku Minnesote, »dežele 10.000 jezer«. Športni novinar iz Minneapolisa Sid Hartman je ekipi pripeljal prvega glavnega trenerja Johna Kundlo, ki je pred tem deloval na srednji šoli St. Thomas.
Lakersi so takrat imeli povprečno igralsko zasedbo, ki so jo sestavljali krilo Jim Pollard, organizator igre Herm Schaefer, center George Mikan, ki je postal najdominantnejši košarkar lige NBL, in ostali košarkarji. V prvi sezoni so dosegli 43 zmag in 17 porazov.
Leta 1948 so se Lakersi preselili iz lige NBL v ligo BAA. Mikan je v sezoni povprečno dosegal 28,3 točke na tekmo in s tem postavil rekord. Naslednje leto so Lakersi v finalu lige BAA (predhodnica NBA) premagali Washington Capitolse in tako postali prvaki. V naslednji sezoni so dosegli 51 zmag in 17 porazov ter prav tako osvojili naslov prvakov. V sezoni 1950/51, v kateri je Mikan postal najboljši strelec lige še tretjič zapored, so dosegli 44 zmag in 24 porazov. Tekma, na kateri so Lakersi izgubili proti Fort Wayne Pistonsom z rezultatom 19-18, je znana kot tekma z najnižjim končnim izidom v zgodovini lige NBA. V končnici so premagali Indianapolis Olympianse, ampak kasneje klonili proti Rochester Royalsom.
V sezoni 1951/52 so Lakersi zmagali na 40 tekmah. V finalu lige NBA so v sedmih tekmah premagali New York Knickse. V naslednji sezoni je Mikan vodil ligo v številu skokov na tekmo (14,4), postal pa je tudi najkoristnejši košarkar Tekme vseh zvezd. V tej sezoni so dosegli 48 zmag in 22 porazov in se uvrstili v finale, kjer so zopet premagali New York Knickse in osvojili drugi naslov zapored. Čeprav je imel Mikan v sezoni 1953/54 težave s koleni, je vseeno povprečno dosegal 18 točk na tekmo. S pomočjo Clyda Lovelleta, ki so ga Lakersi izbrali na naboru leta 1952, so osvojili še tretji naslov prvakov zapored, tokrat proti Syracuse Nationalsom.
Kljub Mikanovi upokojitvi konec sezone 1953/54 so v naslednji Lakersi vseeno zmagali na 40 tekmah. V prvem krogu končnice so nato premagali Rochester Royalse, v konferenčnem polfinalu pa jih je porazila ekipa Fort Wayne Pistons. Čeprav so v naslednjih dveh sezonah prevladovali porazi, so se vseeno vsako sezono uvrstili v končnico. Mikan se je vrnil v drugi polovici sezone 1955/56, vendar se je po tej sezoni dokončno upokojil. V naslednji sezoni so pod vodstvom Clyda Lovelleta prišli vse do konferenčnega finala. V sezoni 1957/58 so dosegli le 19 zmag. Kot glavnega trenerja so zaposlili Mikana. Mikan je bil odpuščen januarja, ko so Lakersi dosegli le 9 zmag in kar 30 porazov. Na Mikanovo mesto se je vrnil Kundla.
Lakersi so dobili prvi izbor na naboru leta 1958 in izbrali Elgina Baylorja. Baylor, ki je postal novinec leta lige NBA in najkoristnejši košarkar Tekme vseh zvezd leta 1959, je povprečno dosegal 24,9 točk in 15 skokov na tekmo ter pripomogel k osvojitvi drugega mesta v diviziji, kljub temu, da so Lakersi dosegli 33 zmag in 39 porazov. Potem, ko so v šestih tekmah premagali Hawkse, so ponovno zaigrali v finalu, kjer so jih v štirih tekmah premagali Boston Celticsi. Tako se je začelo večno rivalstvo med Lakersi in Celticsi, ki traja še danes.

### 1959–1968: Selitev v Los Angeles in rivalstvo s Celticsi
V zadnji sezoni igranja v Minneapolisu so Lakersi dosegli 25 zmag in 50 porazov. S takšnim izkupičkom so si prislužili drugi izbor na naboru leta 1960. Izbrali so branilca Jerryja Westa. Po koncu sezone so se Lakersi in njihov lastnik Bob Short selili iz Minneapolisa v Los Angeles ter tako postali prva NBA ekipa na Zahodni obali.
V naslednji sezoni je Elgin Baylor dosegal 34,8 točk in 19,8 skokov na tekmo in pripomogel, da so Lakersi zmagali na 11 tekmah več kot v prejšnji sezoni. 15. novembra 1960 je Baylor na tekmi proti New York Knicksom dosegel 71 točk in tako postavil nov rekord v številu doseženih točk na tekmi. Čeprav so med rednim delom sezone dosegli več porazov kot zmag, so se Lakersi uvrstili v končnico. Prišli so vse do konferenčnega finala, kjer so morali priznati premoč St. Louis Hawksom. V naslednji sezoni 1961/62 so Lakersi izboljšali izkupiček zmag in porazov, saj sta nosilca Lakersov Baylor in West dosegala po 38,3 in 30,8 točk na tekmo. V finalu so se soočili z rivali Celticsi. V peti tekmi finala, ki so jo Lakersi dobili, je Elgin Baylor dosegel kar 61 točk in tako postavil rekord v številu doseženih točk na finalni tekmi. Lakersi so kasneje proti Celticsom izgubili v podaljšku sedme tekme finala.
Lakersi so nato v sezoni 1962/63 dobili 53 tekem, Baylor in West sta dosegala povprečno 34 in 27,1 točke na tekmo. Tudi v tej sezoni so se v finalu udarili s Celticsi, ki so slavili naslov v šestih tekmah. Po slabši sezoni 1963/64, ko so Lakersi dosegli 42 zmag in 38 porazov in so bili izločeni v prvem krogu končnice proti Hawksom, so v sezoni 1964/65 dobili 49 tekem. V divizijskem finalu so predvsem s pomočjo Westa, ki je v divizijskem finalu dosegal 46,3 točke, premagali Baltimore Bulletse in se uvrstili v finale, kjer so jih zopet čakali Celticsi, ki so jih kasneje premagali v petih tekmah. Lakersi so naslednjo sezono v finalu zopet izgubili proti Bostonu v sedmih tekmah, tokrat le za dve točki. Potem, ko so v naslednji sezoni dosegli le 36 zmag in so v končnici izgubili v prvem krogu proti San Francisco Warriorsom, so leta 1968 v finalu zopet izgubili proti Celticsom. Leta 1967 so se Lakersi iz Los Angeles Memorial Sports Arene preselili v novo dvorano The Forum.

### 1968–1973: Wiltov prihod
9. julija 1968 je k Lakersom preko menjave igralcev iz Philadelphie prišel Wilt Chamberlain, v Philadelphio pa so odšli Darrell Imhoff, Archie Clark in Jerry Chambers. V prvi sezoni pri Lakersih je Chamberlain postavil klubski rekord v povprečju doseženih skokov v sezoni (21,1 skoka na tekmo). West, Baylor in Chamberlain so vsi povprečno dosegali po več kot 20 točk na tekmo in Lakersi so osvojili prvo mesto v diviziji. V finalu so se zopet soočili s Celticsi. Na prvi tekmi so Lakersi slavili. Mož odločitve je bil Jerry West, ki je na tej tekmi dosegel kar 53 točk in po peti tekmi finala so celo vodili 3-2 v zmagah. Vseeno je Boston še enajstič v trinajstih sezonah osvojil naslov prvaka, tokrat v sedmih tekmah. Za najkoristnejšega košarkarja finala je bil izbran Jerry West, ki je še vedno edini s tem nazivom, ki ob tem ni osvojil naslova prvakov. V naslednji sezoni je West povprečno dosegal 31,2 točke na tekmo in tako prvič postal najboljši strelec sezone. V finalu se Lakersi prvič v 16 letih niso srečali s Celticsi temveč z New York Knicksi, ki so v sedmih tekmah premagali Lakerse in osvojili svoj prvi naslov prvakov. V sezoni 1970/71 so Lakerse v konferenčnem finalu izločili Milwaukee Bucksi, katerih glavni nosilec je bil bodoči center Lakersov, Lew Alcindor (zdaj znan kot Kareem Abdul-Jabbar).
Sezona 1971/72 je prinesla nekaj sprememb. Lastnik Jack Kent Cooke je najel Billa Sharmana kot glavnega trenerja, Elgin Baylor pa se je po nekaj tekmah in ugotovitvi, da njegove noge ne zdržijo več takšnega tempa, upokojil. Sharman je dvignil disciplino v ekipi in igralcem predstavil jutranji strelski trening. V novembru so dobili 14 zaporednih tekem in vseh 16 tekem v decembru. Po novem letu 1972 so dobili še tri zaporedne tekme, potem pa so morali priznati premoč Bucksom 120-104. Tako so Lakersi zmagali na 33 zaporednih tekmah in postavili rekord po številu zaporednih zmag v ameriških profesionalnih športih. V tej sezoni so dosegli 69 zmag, s tem pa so postavili še en rekord, ki so ga podrli Chicago Bullsi v sezoni 1995/96, ko so dobili 72 tekem. Chamberlain je v tej sezoni dosegal 14,8 točke, najmanj v karieri, vendar je vodil ligo v povprečju skokov (19,2 skoka na tekmo). West je z 9,7 podaje na tekmo vodil ligo v povprečju podaj, prav tako je v povprečju dosegal več kot 25 točk in bil izbran za najkoristnejšega košarkarja Tekme vseh zvezd leta 1972. Ekipa je na vsaki tekmi razen eni dosegla 100 ali več točk in na koncu sezone je bil Bill Sharman izbran za trenerja leta. Finale 1972 je bil ponovitev finala iz leta 1970, Lakersi pa so tako kot Knicksi leta 1970 zmagali v finalu v petih tekmah in osvojili prvi naslov prvakov v Los Angelesu. V peti tekmi finala je Chamberlain dosegel 24 točk in 29 skokov in bil imenovan za najkoristnejšega košarkarja finala 1972.
V sezoni 1972/73 so Lakersi dosegli 60 zmag in bili prvi v pacifiški diviziji. Wilt Chamberlain je bil v svoji zadnji sezoni zopet najboljši skakalec. Prav tako je postavil rekord v odstotku zadetih metov (72,7 %). V konferenčnem polfinalu so Lakersi premagali Bullse v sedmih tekmah, v konferenčnem finalu pa so v petih tekmah premagali Warriorse. V finalu so se zopet soočili z Knicksi, ki so znova slavili v finalu po petih tekmah.

### 1973–1979: Grajenje »Showtima«
Med sezono 1973/74 je ekipa izgubila Westa, ki je odigral le 31 tekem, nato pa se je poškodoval. Goodrich, ki je povprečno dosegal 25,3 točke, je pripomogel k uvrstitvi v končnico. V končnici so premagali le Buckse v konferenčnem polfinalu. Po koncu sezone se je West zaradi nesoglasij z lastnikom Cookom upokojil.
Po sezoni 1974/75, ko se Lakersi niso uvrstili v končnico, je k Lakersom prišel Kareem Abdul-Jabbar, ki je pred tem že trikrat postal najkoristnejši košarkar lige. Abdul-Jabbar si je želel iz Milwaukeeja v Los Angeles ali v New York. V Milwaukee so kot menjava zanj odšli Elmore Smith, Brian Winters, Junior Bridgeman in Dave Meyers. Abdul-Jabbar je v sezoni 1975/76 četrtič postal najkoristnejši košarkar sezone, poleg tega pa je vodil ligo v skokih, blokadah in igralnem času. Lakersi so januarja dosegli le tri zmage in kar deset porazov ter končali sezono brez uvrstitve v končnico.
West in Cooke sta se pobotala in Cooke je Sharmana zamenjal z Westom, ki je prvič postal glavni trener. West je bil nezadovoljen, saj Cooke ni želel zapravljati denarja za nakup Juliusa Ervinga, ki so ga tačas Netsi prodajali. V sezoni 1976/77, ko je Abdul-Jabbar petič postal najkoristnejši košarkar sezone, so Lakersi osvojili Pacifiško divizijo. V konferenčnem polfinalu so v sedmih tekmah premagali Warriorse in v konferenčnem finalu izgubili proti Portlandu. Po koncu sezone so podpisali pogodbo z Jamaalom Wilksom iz Golden Stata in z 22. izborom z nabora Normom Nixonom. V prvih dveh minutah prve tekme v sezoni 1977/78 je Abdul-Jabbar udaril centra Bucksov Kenta Bensona in mu zlomil roko. Dva meseca kasneje se je Abdul-Jabbar znova zapletel v pretep, tokrat s centrom Houston Rocketsov Kevinom Kunnertom. Prvi krilni center ekipe Kermit Washington, ki je povprečno dosegal 11,5 točk in 11,2 skoka na tekmo, se je zapletel v pretep z Rudyjem Tomjanovichem in ga udaril v obraz. Tomjanovich je zaradi udarca skoraj umrl, udarec pa je tudi nekoliko skrajšal njegovo košarkarsko kariero. Washington je bil zaradi udarca suspendiran za dva meseca in bil odpuščen s strani Lakersov. Lakersi so osvojili 45 tekem, čeprav so izgubili Washingtona in je bil Abdul-Jabbar odsoten skoraj dva meseca. V prvem krogu končnice so izgubili proti Seattlu. V sezoni 1978/79 je ekipa dosegla 47 zmag in 35 porazov, a je v konferenčnem polfinalu izgubila proti SuperSonicsom.

### 1979–1991: »Showtime«
Na naboru leta 1979 so Lakersi s prvim izborom izbrali 206 cm visokega organizatorja igre Magica Johnsona iz univerze Michigan State. Ostali soigralci so potrebovali nekaj časa, da so se navadili na Johnsonovo izjemno sposobnost podajanja, nato pa je njegovo podajanje postalo ključni del napada Lakersov. V Johnsonovi prvi sezoni so Lakersi zmagali 60 tekem in v finalu v šestih tekmah premagali 76erse. Johnson je bil izbran za najkoristnejšega košarkarja finala potem, ko je na šesti tekmi finala začel tekmo na centrski poziciji (namesto Abdul-Jabbarja, ki se je na peti tekmi poškodoval) in dosegel 42 točk, 15 skokov in 7 podaj. Naslednja sezona je bila za Lakerse slabša, saj je Johnson večino sezone izpustil zaradi poškodbe kolena. Lakersi so dosegli 54 zmag in 28 porazov in sezono končali na drugem mestu v Pacifiški diviziji, za Phoenix Sunsi. Na krilih Mosesa Malona so Rocketsi premagali Lakerse v prvem krogu končnice.
V začetku naslednje sezone je Johnson v javnosti obtoževal glavnega trenerja Paula Westheada in zahteval menjavo. Westheada so odpustili in lastnik Lakersov Jerry Buss je za glavna trenerja imenoval dotedanjega pomočnika trenerja Pata Rileyja in Jerryja Westa. Ekipa je dobila naslednjih 17 tekem od 20. Zaradi Johnsonovega napadalnega sloga, ki je vključeval veliko protinapadov, so Lakersi dobili vzdevek »Showtime«. Osvojili so Pacifiško divizijo in v končnici premagali Sunse ter Spurse, oboje v štirih tekmah. V finalu so nato v šestih tekmah premagali 76erse. Skupno so v končnici dosegli 12 zmag in le 2 poraza. Na naboru leta 1982 so Lakersi znova imeli prvi izbor. Z njim so izbrali Jamesa Worthyja z univerze North Carolina. Lakersi so v tej sezoni osvojili Pacifiško divizijo, vendar si je Worthy teden pred koncem sezone poškodoval nogo in je tako končnico izpustil. Kljub temu so Lakersi prišli vse do finala, kjer so zopet igrali proti 76ersom. 76ersi so v finalu slavili v štirih tekmah. Po koncu sezone je West postal novi GM Lakersov in tako zamenjal Sharmana.
V sezoni 1983/84 so Lakersi zmagali 54 tekem in izgubili 28. V finalu so prvič po letu 1969 igrali proti Bostonu. Lakersi so dobili dve tekmi od prvih treh. Močan prekršek Kevina McHala nad krilnim centrom Lakersov Kurtom Rambisom naj bi bil začetek preobrata, ki je Celticsom popolnoma uspel, saj so dobili naslednje tri tekme od štirih in poskrbeli za še vedno negativen izid Lakersov proti Celticsom v finalih (0-8).
Lakersi so poraz v finalu proti Celticsom vzeli kot spodbudo, ekipa je osvojila Pacifiško divizijo četrtič zapored in do finala le dvakrat izgubila. V finalu so Lakersom znova nasproti stali Celticsi. Lakersi so prvo tekmo v Bostonu, ki je postala znana kot »Memorial Day Massacre«, izgubili kar 148-114. Lakersi so si opomogli in kasneje na krilih 38-letnega Abdul-Jabbarja, ki je bil kasneje izbran za najkoristnejšega košarkarja finala, v šestih tekmah premagali Celticse.  Naslov so osvojili v Boston Gardnu in s tem postali edina gostujoča ekipa, ki je kdaj tam osvojila naslov prvakov lige NBA.
 V sezoni 1985/86 so Lakersi dobili 24 tekem od prvih 27. Skupno so dobili 62 tekem in petič zapored osvojili Pacifiško divizijo. Rocketsi so jih v konferenčnem finalu premagali v petih tekmah. Po sezoni so Lakersi prestavili A.C. Greena v prvo peterko in podpisali pogodbo z Mychalom Thompsonom. Johnson je v sezoni 1986/87 prvič postal najkoristnejši košarkar rednega dela sezone, Michael Cooper pa je bil izbran za najboljšega obrambnega košarkarja leta. Pred sezono je Riley sprejel odločitev, da Johnson zamenja 40-letnega Abdul-Jabbarja kot prva izbira v napadu.
Lakersi so na poti do finala v štirih tekmah ugnali Nuggetse, premagali Warriorse v petih tekmah in v štirih tekmah premagali SuperSonicse v konferenčnem finalu. V finalu so Lakersi znova premagali Celticse, tokrat v šestih tekmah. Eden izmed najbolj znanih dogodkov finala je nedvomno Johnsonov »baby hook«, s katerim so Lakersi dobili četrto tekmo finala v Boston Gardnu. Johnson je bil imenovan za najkoristnejšega košarkarja finala. Na proslavi osvojitve naslova v Los Angelesu je trener Riley dejal, da bodo Lakersi naslednjo sezono ponovno osvojili naslov. Nazadnje pred tem je ponovna osvojitev naslova uspela Celticsom leta 1969. V sezoni 1987/88 so Lakersi sedmič zapored osvojili Pacifiško divizijo in se v finalu srečali z Detroit Pistonsi. Lakersi so drugi zaporedni naslov slavili v sedmih tekmah in James Worthy je zaradi trojnega dvojčka, ki ga je dosegel v 7. tekmi, postal najkoristnejši košarkar finala. V naslednji sezoni so Lakersi dobili 57 tekem, v končnici pa do finala niso bili poraženi. V finalu so se zopet soočili s Pistonsi. Lakersi, ki so bili oslabljeni zaradi poškodb Johnsona in Byrona Scotta, so v štirih tekmah morali priznati premoč Detroitu.

### 1991–1996: Obdobje po »Showtime-u«
28. junija 1989 se je po odigranih 20 sezonah upokojil Kareem Abdul-Jabbar. Leto kasneje se je najboljši obrambni košarkar leta 1987 Michael Cooper odločil igrati v Evropi. V sezoni 1989/90 so Lakersi dobili 63 tekem in izgubili v 19 tekmah, vendar so izpadli že v drugem krogu končnice po petih tekmah. Po koncu sezone je Riley zapustil ekipo zaradi izčrpanosti, nadomestil pa ga je Mike Dunleavy. Lakersi so še enkrat zaigrali v finalu leta 1991, a so morali v petih tekmah priznati premoč Michaelu Jordanu in Chicago Bullsom. 7. novembra 1991 je Magic Johnson obvestil javnost, da ima virus HIV in se namerava takoj upokojiti. V prvi sezoni brez Johnsona so Lakersi dosegli 43 zmag, vendar so v prvem krogu končnice izpadli proti Phoenixu. Marca 1994 so Lakersi odpustili glavnega trenerja Randyja Pfunda. Na njegovo mesto je prišel Johnson, ki je vodil Lakerse skupaj z nekdanjim soigralcem Michaelom Cooprom. Johnson je po sezoni zavrnil trenersko pogodbo in Lakersi so sezono končali z desetimi zaporednimi porazi in skupno 33 zmagami in 49 porazi.
Tudi v naslednjih dveh sezonah so se Lakersi uvrstili v končnico, vendar so obakrat izpadli v drugem in v prvem krogu. Ekipo je vodil glavni trener Del Harris, nosilca ekipe pa sta bila mlada branilca Nick Van Exel in Eddie Jones. Johnson se je iz pokoja vrnil sredi sezone 1995/96. Po nekaj nesoglasjih z Van Exlom, nezadovoljstvom nad Harrisovimi strategijami in izpadu v prvem krogu proti Rocketsom, se je Johnson po koncu sezone dokončno upokojil.

### 1996–2004: O'Nealovo in Bryantovo obdobje
Po sezoni 1995/96 so Lakersi menjali centra Vlada Divca za takrat 17-letnega Kobeja Bryanta iz Charlotte Hornetsov. Bryant je bil na naboru izbran kot 13. Lakersi so prav tako podpisali pogodbo s prostim igralcem Shaquillom O'Nealom. Menjava Divca za Bryanta je bila Westova ideja, poleg tega pa je West vplival tudi na podpis pogodbe z O'Nealom. O'Neal je kasneje dejal, da je k Lakersom prišel prav zaradi Jerryja Westa. Lakersi so na naboru imeli 24. izbor in z njim izbrali Dereka Fisherja. Med sezono so menjali Cedrica Ceballosa za Roberta Horryja iz Phoenixa. Lakersi so na krilih O'Neala dosegli 56 zmag in 26 porazov, kar je bil njihov najboljši izkupiček od sezone 1990/91. O'Neal je povprečno dosegal po 26,2 točke in 12,5 skokov na tekmo in je sezono končal kot tretji najboljši bloker sezone (2,8 blokade na tekmo). V prvem krogu končnice so Lakersi premagali Portland Trail Blazerse. O'Neal je na prvi tekmi proti Portlandu dosegel 46 točk, kar je bilo največ točk košarkarja Lakersov na tekmi v končnici odkar je Jerry West proti Celticsom v finalu leta 1969 dosegel 53 točk. V drugem krogu končnice so Lakersi v petih tekmah izgubili proti Utah Jazzom.
V naslednji sezoni so Lakersi začeli z najboljšim izkupičkom v zgodovini kluba - enajstimi zaporednimi zmagami. O'Neal je zaradi poškodbe manjkal 20 tekem. Lakersi so se v sezoni s Seattlom borili za osvojitev Pacifiške divizije. V zadnjih dveh mesecih so Lakersi dobili 22 od zadnjih 25 tekem in končali sezono s 61 zmagami in 21 porazi. V prvem krogu končnice so premagali Portland, v drugem krogu pa so se srečali s SuperSonicsi. Čeprav so SuperSonicsi dobili prvo tekmo, so Lakersi dobili naslednje štiri in tako izločili Seattle, v naslednjem krogu pa so v štirih tekmah zopet izgubili proti Utahu.
V sezoni 1998/99 sta bila All-Star branilec Eddie Jones in center Elden Campbell menjana k Charlotte Hornetsom. Lakersi so podpisali pogodbe z J. R. Reidom, B. J. Armstrongom in Glenom Riceom. Po treh zaporednih porazih v februarju so Lakersi odpustili Harrisa in na njegovo mesto pripeljali svojega nekdanjega košarkarja Kurta Rambisa. V skrajšani sezoni so dosegli 31 zmag in 19 porazov, kar je zadoščalo za četrto mesto v Zahodni konferenci. V prvem krogu so Lakersi premagali Houston, vendar so nato v štirih tekmah izgubili proti Spursom. Četrta tekma proti San Antoniu je bila zadnja, ki so jo Lakersi odigrali v Great Western Forumu.
Pred sezono 1999-2000 je West želel s trenerjem Rambisom podpisati večletno pogodbo, vendar se zaradi navijačev in članov organizacije, ki so za trenerja hoteli priznanega strokovnjaka, ni odločil za to potezo. Kasneje so Lakersi podpisali pogodbo z nekdanjim glavnim trenerjem Chicago Bullsov, Philom Jacksonom, ki je Bullse popeljal do šestih naslovov prvakov. Skupaj z njim je kot njegov pomočnik v klub prišel Tex Winter in skupaj sta poskušala v ekipi razviti Winterjevo verzijo trikotnega napada. Lakersi so nato podpisali pogodbe še z veterani Brianom Shawom, Johnom Salleyem, Ronom Harperjem in A. C. Greenom, ki je bil član Lakersov že v obdobju »Showtima«. Ekipa se je takrat iz Great Western Foruma preselila v novi Staples Center. Po koncu te sezone sta Rice in Green zapustila ekipo, prišel pa je Horace Grant. Na krilih najkoristnejšega košarkarja sezone, O'Neala, so Lakersi dobili 31 tekem od prvih 36. Sezono so končali s 67 zmagami in 15 porazi. v prvih dveh krogih končnice so premagali Sacramento Kingse in Phoenix Sunse. Nato so premagali še Portland v sedmih tekmah. V finalu so v šestih tekmah premagali Reggieja Millerja in Indiana Pacerse ter tako osvojili prvi naslov prvakov po letu 1988. Po koncu sezone se je zaradi sporov z Jacksonom upokojil Jerry West.

V naslednji sezoni so dosegli enajst zmag manj kot v prejšnji sezoni, vendar so v prvih treh krogih končnice premagali Portland, Sacramento in San Antonio, vsakega v štirih tekmah. V finalu so se tokrat srečali z Allenom Iversonom in Philadelphia 76ersi. Čeprav so 76ersi v podaljšku dobili prvo tekmo, so Lakersi dobili naslednje štiri in tako osvojili drugi zaporedni naslov prvakov. V končnici so dosegli kar 15 zmag in le en sam poraz, kar je najboljši izkupiček končnice v zgodovini lige NBA. 
V sezoni 2001/02 so Lakersi dobili 58 tekem. V končnici so v štirih tekmah premagali Portland in nato San Antonio v petih tekmah. V finalu Zahodne konference so se soočili z rivali Kingsi. Serija je bila dolgo časa označena za eno izmed najboljši serij v končnici v zgodovini lige NBA. Serija je trajala sedem tekem, dobili pa so jo Lakersi. Na prvi tekmi je Bryant dosegel 30 točk in Lakersi so zmagali 106-99. Kingsi so nato dobili dve tekmi zapored. Z izidom 2-1 v dobljenih tekmah so Lakersi na četrti tekmi zmagali po tem, ko je center Kingsov Vlade Divac žogo izpod koša odbil prav do Roberta Horryja, ki je tri sekunde pred koncem zadel zmagovito trojko. Kingsi so na peti tekmi zmagali po košu ob zvoku sirene Mika Bibbyja. Za Lakerse je bila naslednja tekma za biti ali ne biti. Na eni izmed najbolj kontroverznih tekem v zgodovini lige NBA so Lakersi zmagali za štiri točke in tako izsilili sedmo tekmo. Na tekmi je bilo veliko spornih sodniških posredovanj. Lakersi so dobili sedmo tekmo po tem, ko so Kingsi grešili iz črte prostih metov in niso zadevali pomembnih metov. V finalu so nato Lakersi v štirih tekmah pometli z Jasonom Kiddom in New Jersey Netsi. Tako so osvojili tretji naslov zapored in s tem svoj drugi »trojček« v zgodovini kluba. O'Neal je vsakič postal najkoristnejši košarkar finala in s tem, poleg Michaela Jordana, edini v zgodovini, ki mu je uspelo trikrat zapored postati najkoristnejši košarkar finala lige NBA.
Sezono 2002/03 so Lakersi začeli z enajstimi zmagami in 19 porazi ter jo končali s 50 zmagami in 32 porazi. V prvem krogu končnice so premagali Minnesota Timberwolvse, vendar so jih nato Spursi v šestih tekmah izločili iz končnice. V sezoni 2003/04 je bila ekipa medijsko oblegana zaradi domnevnega spolnega napada Kobeja Bryanta in zaradi združitve štirih zvezdnikov. Pred sezono so Lakersi podpisali pogodbo z dvakratnim najkoristnejšim košarkarjem rednega dela sezone, Karlom Malonom in nekdanjim najboljšim obrambnim košarkarjem, Garyjem Paytonom. Trije izmed »velikih štirih« so imeli težave s poškodbami: O'Neal z nategnjenimi meči, Malone s poškodovanim kolenom in Bryant s poškodovano ramo. Lakersi so sezono začeli z 18 zmagami in tremi porazi, na koncu pa so dosegli 56 zmag in 26 porazov. Osvojili so Pacifiško divizijo in končali kot drugi v Zahodni konferenci. V prvih treh krogi končnice so premagali Rocketse, Spurse in Timberwolvse, nato pa so v finalu izgubili proti Detroit Pistonsom v petih tekmah. Po sezoni je ekipa začela z obnovo po tem, ko so O'Neala poslali v Miami v zameno za Lamarja Odoma, Briana Granta, Carona Butlerja in izbor v prvem krogu nabora. Bryant in O'Neal sta v preteklosti prišla v konflikte in mediji so tu videli razlog za O'Nealov odhod v Miami. Jackson je ekipo zapustil in napisal knjigo o ekipi iz sezone 2003/04, kjer je močno kritiziral Bryanta. Uprava Lakersov je menila, da knjiga vsebuje veliko netočnosti.

### 2004–2007: Obnavljanje
Lakersi so pred sezono 2004/05 v Boston poslali Ricka Foxa in Garyja Paytona, v Los Angeles pa so v zameno prišli Chris Mihm, Marcus Banks in Chucky Atkins. Nezadovoljstvo nad igralnim časom je bilo krivo, da je Derek Fisher prekinil pogodbo z Lakersi in jo podpisal z Warriorsi. Kot glavnega trenerja je ekipa najela Rudyja Tomjanovicha, ki je tako nadomestil Jacksona. Malone se je 13. februarja 2005 upokojil. Tomjanovich je Lakerse vodil do 22 zmag in 19 porazov, nato pa se je iz zdravstvenih razlogov upokojil. Njegov pomočnik Frank Hamblen je Lakerse vodil do konca sezone. Bryant in Odom sta bila del sezone poškodovana in Lakersi so na koncu dosegli skupaj 34 zmag in 48 porazov ter se petič v zgodovini kluba niso uvrstili v končnico.
Z desetim izboru na naboru 2005 so Lakersi izbrali centra Andrewa Bynuma. Poleg tega so poslali Carona Butlerja in Chuckyja Atkinsa v Washington, v zameno pa sta v Los Angeles prispela Kwame Brown in Laron Profit. Jackson se je v novi sezoni vrnil kot glavni trener. 22. januarja 2006 je Bryant dosegel 81 točk proti Toronto Raptorsom, kar je drugi najboljši strelski izkupiček v zgodovini lige NBA (prvi je 100 točk Wilta Chamberlaina). Sezono so končali s 45 zmagami in 37 porazi in se uvrstili v končnico. V prvem krogu so vodili v tekmah že 3-1, a so Sunsi izsilili sedmo tekmo, ki so jo potem tudi dobili. V naslednji sezoni so dobili 26 tekem od prvih 39, vendar so izgubili na 27 tekmah od zadnjih 43 in končali z 42 zmagami ter 40 porazi. V končnici so znova so izpadli proti Sunsom v prvem krogu. Bryant je po koncu sezone zahteval menjavo, saj ni želel biti del ekipe, ki ne more priti dlje v končnici. Buss je iskal menjavo, hkrati pa je Bryanta poskušal pregovoriti.

### 2007–2011: Vrnitev k zmagovalni formi
Pred sezono 2007/08 se je v Los Angeles vrnil Derek Fisher in Lakersi so sezono začeli s 25 zmagami in 11 porazi, nato pa se je prvi center ekipe Andrew Bynum poškodoval in je izpustil preostanek sezone. K Lakersom je v tej sezoni v menjavi iz Memphisa prišel Pau Gasol in Lakersi so na koncu sezone dosegli 57 zmag ter 25 porazov, kar je zadostovalo za prvo mesto v Zahodni konferenci. Kobe Bryant je bil izbran za najkoristnejšega košarkarja rednega dela sezone, prvi član ekipe po O'Nealu, ki je najkoristnejši košarkar postal leta 2000. V končnici so premagali Nuggetse v štirih tekmah, Utah v šestih tekmah in aktualne prvake Spurse v petih tekmah, vendar so v finalu morali v šestih tekmah priznati premoč Celticsom.
V naslednji sezoni so Lakersi skupno dosegli 65 zmag in 17 porazov ter znova osvojili prvo mesto Zahodne konference. V končnici so premagali Utah v petih, Rocketse v sedmih in Nugetse v šestih tekmah. V finalu so v petih tekmah premagali Orlando Magice in osvojili 15. naslov prvakov. Bryant je prvič v svoji karieri postal najkoristnejši košarkar finala.
Lakersi so po sezoni podpisali pogodbo z Ronom Artestom (sedaj Metta World Peace), ki je v začetni peterki nadomestil Trevorja Arizo. V sezoni 2009/10 so tretjič zapored končali sezono na prvem mestu Zahodne konference. 13. januarja 2010 so z zmago nad Dallas Mavericksi postali prva ekipa v zgodovini lige NBA, ki je dobila 3000 tekem rednega dela sezone. V končnici so premagali Oklahomo, Utah in Phoenix. V finalu so Lakersi že dvanajstič zaigrali proti Celticsom in jih v sedmih tekmah premagali ter osvojili 16. naslov prvakov, 11. od selitve v Los Angeles. Bryant je znova postal najkoristnejši košarkar finala.
Po raznih špekulacijah se je glavni trener Phil Jackson le vrnil v sezoni 2010/11. V končnici so Lakersi premagali New Orleans Hornetse v prvem krogu. Vse želje o tretjem naslovu zapored pa so pokopali Dallas Mavericksi, ki so Lakerse premagali v štirih tekmah. Po sezoni je Phil Jackson zapustil Lakerse.

### 2011–2016: Obdobje po Jacksonu
Po Jacksonovi upokojitvi je glavni trener ekipe postal nekdanji glavni trener Cleveland Cavaliersov, Mike Brown. Pred začetkom skrajšane sezone 2011/12 so na Odomovo željo Lakersi poslali Lamarja Odoma v Dallas. Na zadnji dan prestopnega roka so poslali še Dereka Fisherja in bodoči izbor iz prvega kroga nabora v Houston v zameno za Jordana Hilla. S končnim izkupičkom 41 zmag in 25 porazov so Lakersi prišli v končnico kot tretji iz Zahodne konference. V prvem krogu so v sedmih tekmah premagali Nuggetse, nato pa so v drugem krogu morali priznati premoč Oklahomi v petih tekmah.
4. julija 2012 so Phoenix Sunsi k Lakersom poslali Steva Nasha v zameno za dva izbora iz prvega kroga naborov 2013 in 2015, dva izbora iz drugega kroga naborov 2013 in 2014 ter tri milijone dolarjev. 10. avgusta 2012 so Lakersi v menjavi štirih ekip menjali Andrewa Bynuma, v Los Angeles pa je prišel Dwight Howard. 9. novembra 2012 so Lakersi po začetnih štirih porazih in le eni zmagi odpustili trenerja Mika Browna. 12. novembra so podpisali pogodbo z novim glavnim trenerjem Mikom D'Antonijem. 18. februarja 2013 je zaradi raka v 80. letu starosti umrl lastnik Lakersov Jerry Buss. Lakersi so na koncu sezone dosegli 45 zmag in 37 porazov, kar je bil najslabši izkupiček od leta 2007. V končnico so se uvrstili šele na zadnji tekmi sezone, ko so premagali Houston. Lakerse so skozi sezono pestile poškodbe in Kobe Bryant je moral po 78 tekmah zaključiti sezono zaradi poškodbe Ahilove tetive. Bryantova odsotnost se je zelo poznala na igrišču, saj so v prvem krogu končnice Spursi izločili Lakerse v samo štirih tekmah. 30. marca 2013 je na tekmi proti Sacramento Kingsom Kobe Bryant na večni lestvici najboljših strelcev NBA prehitel legendo Lakersov Wilta Chamberlaina in postal četrti najboljši strelec vseh časov lige NBA.
25. marca 2014 so Lakersi v tretji četrtine tekme proti New York Knicksom dosegli kar 51 točk, kar je rekord kluba po številu doseženih točk v eni četrtini tekme. Vendar se v tej sezoni prvič po letu 2005 in šele šestič v zgodovini kluba niso uvrstili v končnico. 30. aprila 2014 je Mike D'Antoni odstopil kot glavni trener Lakersov po končnem izkupičku 27 zmag in 55 porazov.
Pred naslednjo sezono je glavni trener Lakersov postal njihov nekdanji igralec Byron Scott, ki je bil pred tem glavni trener New Jersey Netsov (z njimi je leta 2002 prišel v finale, kjer so izgubili prav proti Lakersom), New Orleans Hornetsov in Cleveland Cavaliersov. 28. julija 2014 je z Lakersi podpisal večletno pogodbo.
Med prvo tekmo v sezoni 2014/15 si je 7. izbor iz nabora 2014, Julius Randle zlomil nogo in tako že končal sezono. Lakersi so na začetku izgubili 10 tekem od prvih 16. Po komaj 35 odigranih tekmah se je znova poškodoval Kobe Bryant, ki tako tudi že končal sezono. Nick Young je prav tako zaradi poškodbe kolena končal sezono pri doseženih 14 zmagah in 41 porazih. V zadnjih 27 tekmah je Scott dal več priložnosti še enemu novincu Jordanu Clarksonu. 30. marca 2015 je Clarkson odigral svojo najboljšo tekmo, ko je dosegel 26 točk, 11 podaj, 6 skokov in 3 ukradene žoge. Novinec je navdušil veliko trenerjev in igralcev ter postal Novinec meseca marca v Zahodni konferenci. Jordan Clarkson, ki je bil na naboru 2014 izbran kot 46. je v svoji prvi sezoni dosegal 11.9 točke, 3,2 skoka, 3,5 podaj s 44,6% metom. Lakersi so sezono končali z 21 zmagami in 61 porazi, kar je njihov najslabši izkupiček v zgodovini kluba. V naslednji sezoni so Lakersi na naboru dobili 2. izbor. Z njim so izbrali organizatorja igre z univerze Ohio State, D'Angela Russlla. Lakersi so na tem naboru kot 27. izbrali Larryja Nanceja, Jr., kot 34. pa so izbrali Anthonyja Browna. 9. marca 2016 so bili Lakersi že tretjič zapored in devetič od selitve v Los Angeles, z izkupičkom 14 zmag in 51 porazov, izločeni iz bojev za končnico. To je najdaljši klubski izostanek od končnice vse od sezon 1974-75 in 1975-76, ko se Lakersi dvakrat zapored niso uvrstili v končnico.

### 2016–danes: Obdobje po Bryantu
24. aprila 2016 Lakersi niso podaljšali pogodbe z glavnim trenerjem Byronom Scottom, ampak so se z njim razšli. 29. aprila 2016 so Lakersi objavili novico, da bo novi glavni trener kluba postal še en nekdanji Laker, Luke Walton. 21. februarja 2017 je klub odpustil generalnega menedžerja Mitcha Kupchaka. Lastnica kluba, Jeanie Buss, je prav tako sporočila umik njenega brata, Jima Bussa z mesta podpredsednika košarkarskih operacij. Kupchak je bil del franšize od leta 1986, od leta 2000 pa je bil generalni menedžer. Buss je bil z Lakersi 19 let, podpredsednik košarkarskih operacij pa zadnjih dvanajst let. Bussova je prav tako sporočila, da je novi predsednik košarkarskih operacij kluba nekdanji košarkar Lakersov in član Košarkarskega hrama slavnih, Earvin "Magic" Johnson. Nekaj ur kasneje je v javnost prišla vest, da je generalni menedžer kluba postal Rob Pelinka, sicer nekdanji agent Kobeja Bryanta.

## Dvorane
- Minneapolis Auditorium (1946–1960)
- Los Angeles Memorial Sports Arena (1960–1967)
- The Forum (1967–1999)
- Crypto.com Arena (do leta 2021 znana kot Staples Center) (1999–sedanjost)

## Ime, logotipi in barve
Ime »Lakers« izvira še iz časov, ko je klub imel sedež v Minneapolisu, v Minnesoti, za katero velja rek, da je »dežela 10.000 jezer«. Uradne barve kluba so vijolična, zlata in bela.
Uradni logotip Lakersov vsebuje ime ekipe »Los Angeles Lakers«, napisano v vijolični barvi na vrhu zlate košarkarske žoge. Ekipa uporablja vijolične drese na gostovanjih in zlate drese na domačih tekmah. Lakersi uporabljajo tudi bele drese na vseh nedeljskih in prazničnih domačih tekmah.
- Dresi za domače tekme, (1999-danes)
- Dresi za gostujoče tekme, (1999-danes)
- Dresi za nedeljske in praznične domače tekme, (2001-danes)

### Logotipi skozi zgodovino
Logotipi so kronološko razvrščeni.
- Logotip Minneapolis Lakersov (1948–1960)
- Logotip Los Angeles Lakersov (1960–1963)
- Logotip Los Angeles Lakersov (1963–1967)
- Logotip Los Angeles Lakersov (1967–1976)
- Logotip Los Angeles Lakersov (1976–2001)
- Logotip Los Angeles Lakersov (2001–danes)

## Člani Naismithove Hiše slavnih
| Los Angeles Lakers Člani Naismithove hiše slavnih |                   |                                  |                                                 |                |     |                     |                   |                            |                |
| Igralci                                           |                   |                                  |                                                 |                |     |                     |                   |                            |                |
| Št.                                               | Ime in priimek    | Pozicija                         | Obdobje igranja za Lakerse                      | Leto sprejetja | Št. | Ime in priimek      | Pozicija          | Obdobje igranja za Lakerse | Leto sprejetja |
| 99                                                | George Mikan 1    | C                                | 1948–1954 1955–1956                             | 1959           | 22  | Elgin Baylor        | PF/SF             | 1958–1971                  | 1977           |
| 17                                                | Jim Pollard 2     | SF                               | 1948–1955                                       | 1978           | 13  | Wilt Chamberlain    | C                 | 1968–1973                  | 1979           |
| 44                                                | Jerry West 3 5    | G                                | 1960–1974                                       | 1980           | 22  | Slater Martin       | PG                | 1949–1956                  | 1982           |
| 34                                                | Clyde Lovellette  | PF/C                             | 1953–1957                                       | 1988           | 42  | Connie Hawkins      | PF/C              | 1973–1975                  | 1992           |
| 19                                                | Vern Mikkelsen    | PF/SF                            | 1949–1959                                       | 1995           | 33  | Kareem Abdul-Jabbar | C                 | 1975–1989                  | 1995           |
| 25                                                | Gail Goodrich     | G                                | 1965–1968 1970–1976                             | 1996           | 11  | Bob McAdoo          | PF/C              | 1981–1985                  | 2000           |
| 32                                                | Magic Johnson 4 6 | PG                               | 1979–1991 1996                                  | 2002           | 42  | James Worthy        | SF/PF             | 1982–1994                  | 2003           |
| 4                                                 | Adrian Dantley    | SF                               | 1977–1979                                       | 2008           | 11  | Karl Malone 7       | PF                | 2003–2004                  | 2010           |
| 73                                                | Dennis Rodman     | PF/SF                            | 1999                                            | 2011           | 52  | Jamaal Wilkes       | SF/PF             | 1977–1985                  | 2012           |
| 20                                                | Gary Payton       | G                                | 2003–2004                                       | 2013           | 23  | Mitch Richmond      | SG                | 2001–2002                  | 2014           |
| 31                                                | Spencer Haywood   | PF                               | 1979–1980                                       | 2015           | 31  | Zelmo Beaty         | C                 | 1974–1975                  | 2016           |
| 34                                                | Shaquille O'Neal  | C                                | 1996–2004                                       | 2016           | 11  | Charlie Scott       | SG                | 1977–1978                  | 2018           |
| 10                                                | Steve Nash        | PG                               | 2012–2015                                       | 2018           | 12  | Vlade Divac         | C                 | 1989–1996 2004–2005        | 2019           |
| Trenerji                                          |                   |                                  |                                                 |                |     |                     |                   |                            |                |
| Št.                                               | Ime in priimek    | pozicija                         | Obdobje vodenja Lakersov                        | Leto sprejetja | Št. | Ime                 | Pozicija          | Obdobje vodenja Lakersov   | Leto sprejetja |
| –                                                 | John Kundla       | Glavni trener                    | 1948–1957; 1958–1959                            | 1995           | –   | Phil Jackson        | Glavni trener     | 1999–2004; 2005–2011       | 2007           |
| –                                                 | Bill Sharman      | Glavni trener                    | 1971–1976                                       | 2004           | –   | Tex Winter          | Pomočnik trenerja | 1999–2008                  | 2011           |
| 12                                                | Pat Riley         | Glavni trener /Pomočnik trenerja | 1979–1981 (pomočnik); 1981–1990 (glavni trener) | 2008           |     |                     |                   |                            |                |
| Sodelavci                                         |                   |                                  |                                                 |                |     |                     |                   |                            |                |
| Št.                                               | Ime in priimek    | Pozicija                         | Obdobje                                         | Leto sprejetja | Št. | Ime in priimek      | Pozicija          | Obdobje                    | Leto sprejetja |
| –                                                 | Jerry Buss        | Lastnik                          | 1979–2013                                       | 2010           |     | Chick Hearn         | Napovedovalec     | 1961–2002                  | 2003           |
| –                                                 | Pete Newell 9     | Predsednik                       | 1972–1976                                       | 1979           |     |                     |                   |                            |                |

Notes:
- 1 Bil je tudi trener ekipe v sezoni 1957–1958.
- 2 Bil je tudi trener ekipe leta 1960.
- 3 Bil je tudi trener ekipe v letih 1976–1979.
- 4 Bil je tudi trener ekipe leta 1994.
- 5 Skupno je bil West dvakrat sprejet v Dvorano slavnih – kot igralec in kot član ameriške olimpijske košarkarske ekipe leta 1960.
- 6 Skupno je bil Johnson dvakrat sprejet v Dvorano slavnih – kot igralec in kot član ameriške olimpijske košarkarske ekipe leta 1992.
- 7 Skupno je bil Malone dvakrat sprejet v Dvorano slavnih – kot igralec in kot član ameriške olimpijske košarkarske ekipe leta 1992.
- 8 Za ekipo je tudi igral v letih 1970–1975.
- 9 Skupno je bil Newell dvakrat sprejet v Dvorano slavnih – kot prispevalec in kot član ameriške olimpijske košarkarske ekipe leta 1960.

## Člani Fibine Hiše slavnih
| Los Angeles Lakers Člani Fibine Hiše slavnih |                  |          |                            |                |
| Igralci                                      |                  |          |                            |                |
| Št.                                          | Ime in priimek   | Pozicija | Obdobje igranja za Lakerse | Leto sprejetja |
| 12                                           | Vlade Divac      | C        | 1989–96 2004–05            | 2010           |
| 34                                           | Shaquille O'Neal | C        | 1996–2004                  | 2017           |

## Upokojeni dresi
Lakersi so upokojili trinajst dresov in častni mikrofon v čast desetim igralcem in komentatorju tekem.
| Upokojeni dresi Los Angeles Lakersov |                     |            |                      |                  |
| Št.                                  | Igralec             | Pozicija   | Obdobje igranja      | Datum upokojitve |
| 8                                    | Kobe Bryant         | SG         | 1996–2016            | 18/12/2017       |
| 13                                   | Wilt Chamberlain    | C          | 1968–1973            | 09/11/1983       |
| 16                                   | Pau Gasol           | PF         | 2008–2014            | 07/03/2023       |
| 22                                   | Elgin Baylor        | F          | 1958–1971            | 09/11/1983       |
| 24                                   | Kobe Bryant         | SG         | 1996–2016            | 18/12/2017       |
| 25                                   | Gail Goodrich       | G          | 1965–1968, 1970–1976 | 20/11/1986       |
| 32                                   | Magic Johnson       | PG         | 1979–1991, 1996      | 16/02/1992       |
| 33                                   | Kareem Abdul-Jabbar | C          | 1975–1989            | 20/03/1989       |
| 34                                   | Shaquille O'Neal    | C          | 1996–2004            | 02/04/2013       |
| 42                                   | James Worthy        | SF         | 1982–1994            | 10/12/1995       |
| 44                                   | Jerry West          | PG/SG      | 1960–1974            | 19/11/1983       |
| 52                                   | Jamaal Wilkes       | SF         | 1977–1985            | 28/12/2012       |
| 99                                   | George Mikan        | C          | 1948–1954, 1956      | 30/10/2022       |
|                                      | Chick Hearn         | Komentator | 1961–2002            | 02/12/2002       |